# Heronallenia
Heronallenia es un género de foraminífero bentónico de la familia Heronalleniidae, de la superfamilia Glabratelloidea, del suborden Rotaliina y del orden Rotaliida. Su especie tipo es Discorbina wilsoni. Su rango cronoestratigráfico abarca desde el Eoceno hasta la Actualidad.

## Clasificación
Heronallenia incluye a las siguientes especies:
- Heronallenia applicata
- Heronallenia budensis
- Heronallenia calida
- Heronallenia cubana
- Heronallenia cursa
- Heronallenia desioi
- Heronallenia dorsocostata
- Heronallenia gemmata
- Heronallenia howitti
- Heronallenia kempii
- Heronallenia laevis
- Heronallenia lingulata
- Heronallenia minatoi
- Heronallenia nodulosa
- Heronallenia oinomikadoi
- Heronallenia otukai
- Heronallenia parva
- Heronallenia polita
- Heronallenia pulvinulinoides
- Heronallenia pusilla
- Heronallenia stellata
- Heronallenia toddae
- Heronallenia translucens
- Heronallenia unguiculata
- Heronallenia wilsoni

Otras especies consideradas en Heronallenia son:
- Heronallenia razaensis, de posición genérica incierta
- Heronallenia santabarbaraensis, de posición genérica incierta
- Heronallenia simplissima, de posición genérica incierta